# 月刊ぎふ咲楽NET
月刊ぎふ咲楽NET（げっかんぎふさくらねっと）とは、岐阜県岐阜市を中心に配布されているフリーペーパーである。

## 特徴
2001年（平成13年）3月20日創刊。毎月20日発行で、無料。岐阜市下奈良にある株式会社アドキットインフォケーションが発行する。
姉妹紙として、月刊なごや咲楽NET（2002年5月創刊　毎月25日発行　名古屋市中心部　330,000部）と月刊西尾張咲楽NET（2006年11月創刊　一宮市、稲沢市、江南市、羽島市南部　300,000部）西三河咲楽NET（安城市、岡崎市主要部、豊田市主要部）、岐阜市city版咲楽、大垣city版咲楽がある。

## 配布部数・配布地域
配布部数：370,000部
配布地域：岐阜県岐阜市、各務原市、瑞穂市、山県市、大垣市、本巣郡北方町、羽島郡笠松町、岐南町の全域。及び本巣市（真正、本巣、糸貫）、羽島市北部、関市の一部
配置場所：配布地域及び美濃市、不破郡、安八郡、揖斐郡のサークルK

## 外部サイト
- WEB版SAKURAnet